# TNMK
TNMK (ukrajinsky ТНМК) je ukrajinská hip-hopová skupina. Založena byla v roce 1994 v Charkově.

## Složení
- Fagot – vokál (od r. 1998)
- Fozzi – vokál (od 1998)
- Kotya (od r. 1998)
- Yarik (od r. 1998)
- Oleksandr Shymansʹkyy (od r. 1998)
- TonIk (od r. 1998)

Někdejší členové kapely
- Dilya

## Diskografie
- 1998 – «Зроби мені хіп-хоп»
- 2001 – «Неформат»
- 2004 – «Пожежі міста Вавілон»
- 2005 – «Сила»
- 2010 – «С. П. А. М.»
- 2014 – «Дзеркало»